# Akaki Gogia
Akaki Gogia (en georgiano: აკაკი გოგია; Rustavi, Georgia; 18 de enero de 1992), a veces llamado Andy Gogia, es un futbolista alemán. Juega de centrocampista en el SC Freital de la Oberliga.

## Trayectoria

### VfL Wolfsburgo
Gogia comenzó su carrera en Alemania en las inferiores del FSV 67 Halle, luego en el Hannover 96 y finalmente en 2004 entró a la academia del VfL Wolfsburgo. Ya en 2010 debutó con el equipo reserva del club.
En diciembre fue promovido al primer equipo de la mano del entrenador Steve McClaren. Sin embargo, el jugador no disputó un encuentro oficial con el Wolfsburgo y solo estuvo en el banquillo hasta su salida en julio de 2013.

#### Préstamo al FC Augsburgo
El 11 de mayo de 2011 fue enviado a préstamo al FC Augsburgo de la Bundesliga. Debutó profesionalmente el 30 de julio en la victoria por 2-1 sobre el Rot-Weiß Oberhausen en la Copa de Alemania.

#### Préstamo al St. Pauli
En julio de 2012, Gogia fue enviado a préstamo al FC St. Pauli de la 2. Bundesliga. Jugó 24 encuentros y anotó un gol en su paso por el club antes de volver al Wolfsburgo.

### Hallescher FC
En julio de 2013, después de dejar Wolfsburgo, Gogia fichó por el Hallescher FC de la 3. Liga, club de la ciudad en donde creció. Disputó 81 encuentros y anotó 26 goles en dos temporadas.

### Brentford
El 16 de mayo de 2015 se anunció su fichaje por el Brentford FC de la EFL Championship inglesa. Su primer año en el club estuvo marcado por lesiones y falta de titularidad. En su segundo año, fue enviado a préstamo y dejó Griffin Park en junio de 2017.

#### Préstamo al Dinamo Dresde
El 8 de agosto de 2016 se oficializó su préstamo al Dinamo Dresde de la 2. Bundesliga por toda la temporada. Comenzó con una racha de 7 goles en 17 encuentros, hasta que una lesión de ligamento el 29 de enero de 2017 frenó su temporada. Regresó a jugar en abril y terminó su préstamo con 10 goles en 24 partidos disputados. A pesar de que su club, el Brentford, anunció su fichaje por el Dinamo, esta transferencia solo duró 24 horas.

### Unión Berlín
El 1 de julio de 2017 fichó por el Unión Berlín de la 2. Bundesliga por cuatro años. Jugó 22 encuentros en su primer año en Berlín, y consiguió el ascenso a la Bundesliga vía playoffs en la temporada 2018-19. Dejó el club al término de la temporada 2020-21, disputando 64 encuentros y anotó 8 goles durante sus cuatro temporadas en el club.
El 28 de julio de 2021 firmó por dos años con el F. C. Zürich. Al inicio del segundo se marchó para volver al Dinamo Dresde.

### Ameteurismo
En agosto de 2024 se incorporó al SC Freital de la Oberliga..

## Selección nacional
Gogia jugó con la selección de Alemania sub-18 y sub-19 entre 2010 y 2011. En mayo de 2015 se reportó que fue contactado para representar a la selección de Georgia.

## Estadísticas
Actualizado al último partido disputado el 25 de marzo de 2023.
| VfL Wolfsburgo II · Alemania | 4.ª           | 2009-10       | 4   | 0  | —  | — | — | — | 4   | 0  |
| VfL Wolfsburgo II · Alemania | 4.ª           | 2010-11       | 5   | 0  | —  | — | — | — | 5   | 0  |
| VfL Wolfsburgo II · Alemania | Total club    | Total club    | 9   | 0  | 0  | 0 | 0 | 0 | 9   | 0  |
| VfL Wolfsburgo · Alemania | 1.ª           | 2010-11       | 0   | 0  | 0  | 0 | — | — | 0   | 0  |
| VfL Wolfsburgo · Alemania | Total club    | Total club    | 0   | 0  | 0  | 0 | 0 | 0 | 0   | 0  |
| F. C. Augsburgo · Alemania | 1.ª           | 2011-12       | 12  | 0  | 2  | 0 | — | — | 14  | 0  |
| F. C. Augsburgo · Alemania | Total club    | Total club    | 12  | 0  | 2  | 0 | 0 | 0 | 14  | 0  |
| F. C. St. Pauli · Alemania | 1.ª           | 2012-13       | 23  | 1  | 1  | 0 | — | — | 24  | 1  |
| F. C. St. Pauli · Alemania | Total club    | Total club    | 23  | 1  | 1  | 0 | 0 | 0 | 24  | 1  |
| F. C. St. Pauli II · Alemania | 4.ª           | 2012-13       | 1   | 0  | —  | — | — | — | 1   | 0  |
| F. C. St. Pauli II · Alemania | Total club    | Total club    | 1   | 0  | 0  | 0 | 0 | 0 | 1   | 0  |
| Hallescher F. C. · Alemania | 3.ª           | 2013-14       | 36  | 8  | —  | — | — | — | 36  | 8  |
| Hallescher F. C. · Alemania | 3.ª           | 2014-15       | 35  | 11 | —  | — | — | — | 35  | 11 |
| Hallescher F. C. · Alemania | Total club    | Total club    | 71  | 19 | 0  | 0 | 0 | 0 | 71  | 19 |
| Brentford F. C. Inglaterra | 2.ª           | 2015-16       | 13  | 0  | 1  | 0 | — | — | 14  | 0  |
| Brentford F. C. Inglaterra | Total club    | Total club    | 13  | 0  | 1  | 0 | 0 | 0 | 14  | 0  |
| Dinamo Dresde · Alemania | 2.ª           | 2016-17       | 22  | 10 | 2  | 0 | — | — | 24  | 10 |
| F. C. Union Berlin · Alemania | 2.ª           | 2017-18       | 22  | 2  | 0  | 0 | — | — | 22  | 2  |
| F. C. Union Berlin · Alemania | 2.ª           | 2018-19       | 30  | 6  | 1  | 0 | — | — | 31  | 6  |
| F. C. Union Berlin · Alemania | 1.ª           | 2019-20       | 3   | 0  | 0  | 0 | — | — | 3   | 0  |
| F. C. Union Berlin · Alemania | 1.ª           | 2020-21       | 7   | 0  | 1  | 0 | — | — | 8   | 0  |
| F. C. Union Berlin · Alemania | Total club    | Total club    | 62  | 8  | 2  | 0 | 0 | 0 | 64  | 8  |
| F. C. Zürich Suiza | 1.ª           | 2021-22       | 15  | 2  | 3  | 1 | — | — | 18  | 3  |
| F. C. Zürich Suiza | 1.ª           | 2022-23       | 2   | 0  | 1  | 0 | 0 | 0 | 3   | 0  |
| F. C. Zürich Suiza | Total club    | Total club    | 17  | 2  | 4  | 1 | 0 | 0 | 21  | 3  |
| Dinamo Dresde · Alemania | 3.ª           | 2022-23       | 12  | 0  | —  | — | — | — | 12  | 0  |
| Dinamo Dresde · Alemania | Total club    | Total club    | 34  | 10 | 2  | 0 | 0 | 0 | 36  | 10 |
| VSG Altglienicke · Alemania | 4.ª           | 2023-24       | 0   | 0  | —  | — | — | — | 0   | 0  |
| VSG Altglienicke · Alemania | Total club    | Total club    | 0   | 0  | 0  | 0 | 0 | 0 | 0   | 0  |
| Total carrera | Total carrera | Total carrera | 244 | 40 | 12 | 1 | 0 | 0 | 258 | 41 |
| (1) Incluye datos de la promoción de ascenso y descenso. (2) Incluye datos de la Copa de Alemania, Copa de la Liga de Inglaterra y Copa de Suiza. |               |               |     |    |    |   |   |   |     |    |

## Palmarés

### Títulos nacionales
| Título             | Club         | País  | Año     |
| ------------------ | ------------ | ----- | ------- |
| Superliga de Suiza | F. C. Zürich | Suiza | 2021-22 |

## Vida personal
Nació en Rustavi, Georgia, y migró a Halle, Alemania, junto a su familia a los 9 años de edad. Luego vivió en Hannover y después en Augsburgo.